# Augustów (Warszawa)
Augustów – osiedle w północno-wschodniej części Warszawy, w dzielnicy Białołęka.
Osiedle na Białołęce przy granicy Warszawy. Sąsiaduje z osiedlami: Augustówek, Kąty Grodziskie i Mańki-Wojdy.
Jeszcze w pierwszej połowie XX w. Augustów był podwarszawską wsią. W 1977 r. wraz z sąsiadującymi wsiami został włączony do Warszawy.